# San Marino na Letnich Igrzyskach Olimpijskich 2024
San Marino na Letnich Igrzyskach Olimpijskich 2024 – występ kadry sportowców reprezentujących San Marino na igrzyskach olimpijskich, które odbyły się w Paryżu we Francji, w dniach 26 lipca – 11 sierpnia 2024.
Reprezentacja San Marino liczyła pięcioro zawodników – trzy kobiety i dwóch mężczyzn, którzy wystąpili w 5 dyscyplinach.
Był to szesnasty start San Marino na letnich igrzyskach olimpijskich.

## Reprezentanci

### Lekkoatletyka
| Zawodnik              | Konkurencja       | Runda 1  | Runda 1 | Runda 2  | Runda 2 | Półfinał | Półfinał | Finał    | Finał   | Pozycja | Źródło |
| Zawodnik              | Konkurencja       | Rezultat | Pozycja | Rezultat | Pozycja | Rezultat | Pozycja  | Rezultat | Pozycja | Pozycja | Źródło |
| --------------------- | ----------------- | -------- | ------- | -------- | ------- | -------- | -------- | -------- | ------- | ------- | ------ |
| Alessandra Gasparelli | bieg na 100 m (k) | 11,62    | 4.      | 11.54    | 52.     | NQ       | NQ       | NQ       | NQ      | 52.     | [ 1 ]  |

### Łucznictwo
| Zawodnik         | Konkurencja       | Runda rankingowa | Runda rankingowa | 1/32             | 1/16             | 1/8              | Ćwierćfinały     | Półfinały        | Finał            | Finał   | Źródło |
| Zawodnik         | Konkurencja       | Wynik            | Miejsce          | Przeciwnik Wynik | Przeciwnik Wynik | Przeciwnik Wynik | Przeciwnik Wynik | Przeciwnik Wynik | Przeciwnik Wynik | Pozycja | Źródło |
| ---------------- | ----------------- | ---------------- | ---------------- | ---------------- | ---------------- | ---------------- | ---------------- | ---------------- | ---------------- | ------- | ------ |
| Giorgia Cesarini | indywidualnie (k) | 652              | 58.              | Kroppen P 3-7    | NQ               | NQ               | NQ               | NQ               | NQ               | 33.     | [ 2 ]  |

### Pływanie
| Zawodnik      | Konkurencja            | Eliminacje | Eliminacje | Półfinał | Półfinał | Finał | Finał | Źródło |
| Zawodnik      | Konkurencja            | Czas       | Poz.       | Czas     | Poz.     | Czas  | Poz.  | Źródło |
| ------------- | ---------------------- | ---------- | ---------- | -------- | -------- | ----- | ----- | ------ |
| Loris Bianchi | 400 m st. dowolnym (m) | 4:01,13    | 32.        | NQ       | NQ       | NQ    | NQ    | [ 3 ]  |

### Strzelectwo
| Zawodnik           | Konkurencja | Kwalifikacje | Kwalifikacje | Półfinał | Półfinał | Finał | Finał   | Źródło |
| Zawodnik           | Konkurencja | Wynik        | Pozycja      | Wynik    | Pozycja  | Wynik | Pozycja | Źródło |
| ------------------ | ----------- | ------------ | ------------ | -------- | -------- | ----- | ------- | ------ |
| Alessandra Perilli | trap (k)    | 116          | 15.          | NQ       | NQ       | NQ    | NQ      | [ 4 ]  |

### Zapasy
| Zawodnik    | Konkurencja          | 1/8 finału       | Ćwierćfinał           | Półfinał         | Repesaż          | Finał/ 3. miejsce | Finał/ 3. miejsce | Źródło |
| Zawodnik    | Konkurencja          | Przeciwnik Wynik | Przeciwnik Wynik      | Przeciwnik Wynik | Przeciwnik Wynik | Przeciwnik Wynik  | Pozycja           | Źródło |
| ----------- | -------------------- | ---------------- | --------------------- | ---------------- | ---------------- | ----------------- | ----------------- | ------ |
| Myles Amine | -86 kg st. wolny (m) | Mychajłow W 7-4  | Nurmagomiedow W 16-14 | Jazdani P 1-7    | NQ               | Kuruglijew P 4:5  | 5.                | [ 5 ]  |